# Nilea palesoidea
Nilea palesoidea är en tvåvingeart som först beskrevs av Jean-Baptiste Robineau-Desvoidy 1830.  Nilea palesoidea ingår i släktet Nilea och familjen parasitflugor. Inga underarter finns listade i Catalogue of Life.